# Sant Vicenç de Tatzó d'Amunt
Sant Vicenç de Tatzó d'Amunt és l'església romànica, antigament parroquial del poble de Tatzó d'Amunt, pertanyent a la comuna de Sant Andreu de Sureda, al Rosselló (Catalunya Nord). És de nau única, amb capçalera semicircular. Està situada al centre de la petita població, en el que fou cellera, on s'originà el poble.

## Història
La cel·la de Sant Vicenç, cellula S. Vicenti, esmentada el 823 i el 869 fou fundada pels monjos de Sant Andreu de Sureda, i fou l'origen d'un vilar, villa Tacione superiore, documentat des del 897. Hi posseïen alous tant l'església d'Elna com el monestir de Sant Genís de Fontanes. Més tard, a finals del segle xii, també hi tenien alous els templers de la Comanda del Masdéu.